# Stylogaster intermedia
Stylogaster intermedia är en tvåvingeart som beskrevs av Camras och Parrillo 1985. Stylogaster intermedia ingår i släktet Stylogaster och familjen stekelflugor. Inga underarter finns listade i Catalogue of Life.